# 黄汝亭
黃汝亭（1558年—1626年），明朝書法家。
與米萬鍾等友好。曾遊歷黃山，云：“我輩看名山，如看美人，顰笑不同情，修約不同體，坐臥徒倚不同境，其狀千變。山色之落眼光亦爾，其至者不容言也。”散花塢之名即出自汝亭。又曾詩詠千佛刻像，“千佛番番風滿座”。
萬曆四十六年戊午（1618年）撰成《珍善齋印譜》。